# Mitte Altona

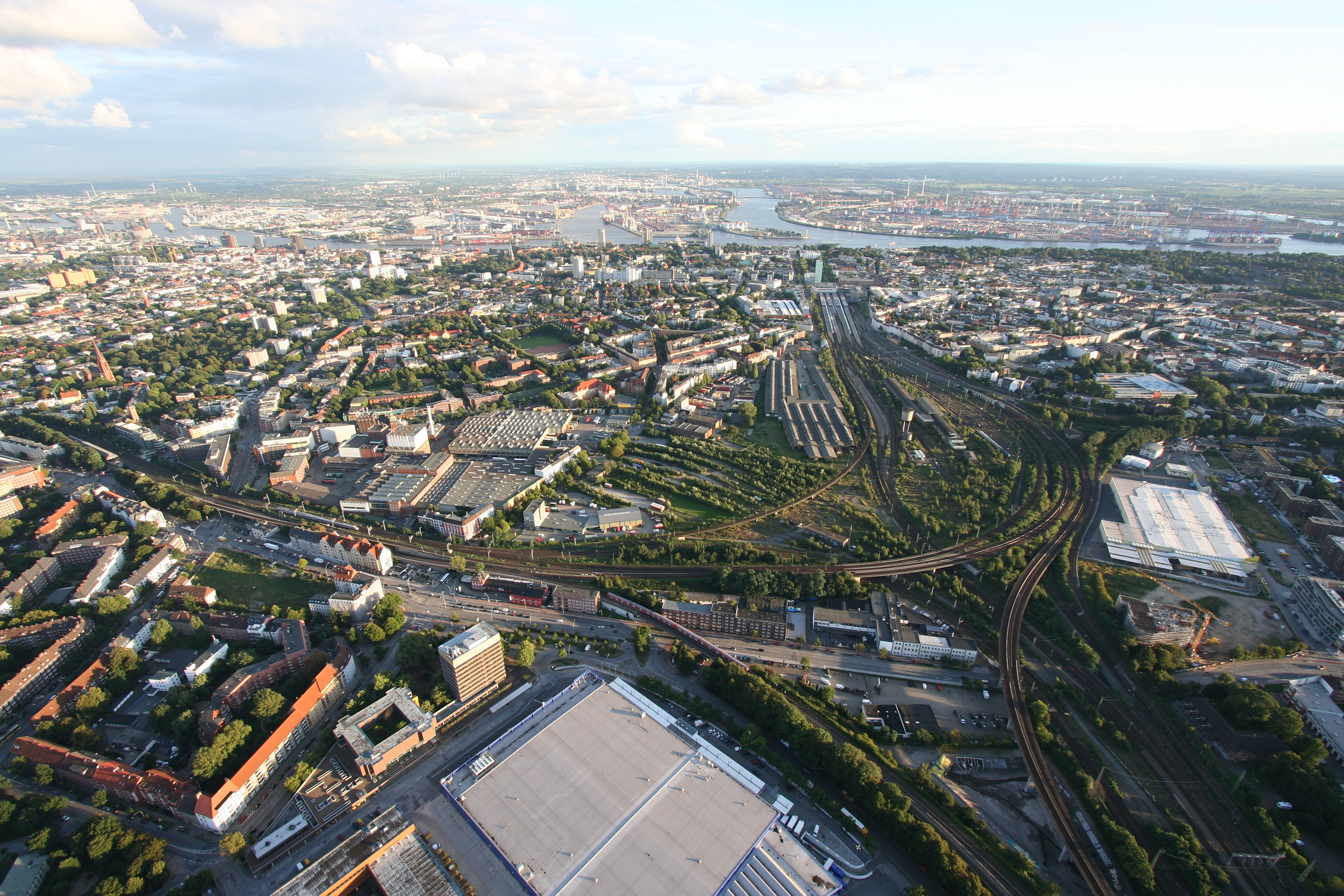
Luftbild der Gleisanlagen 2010 (Blickrichtung Süden)

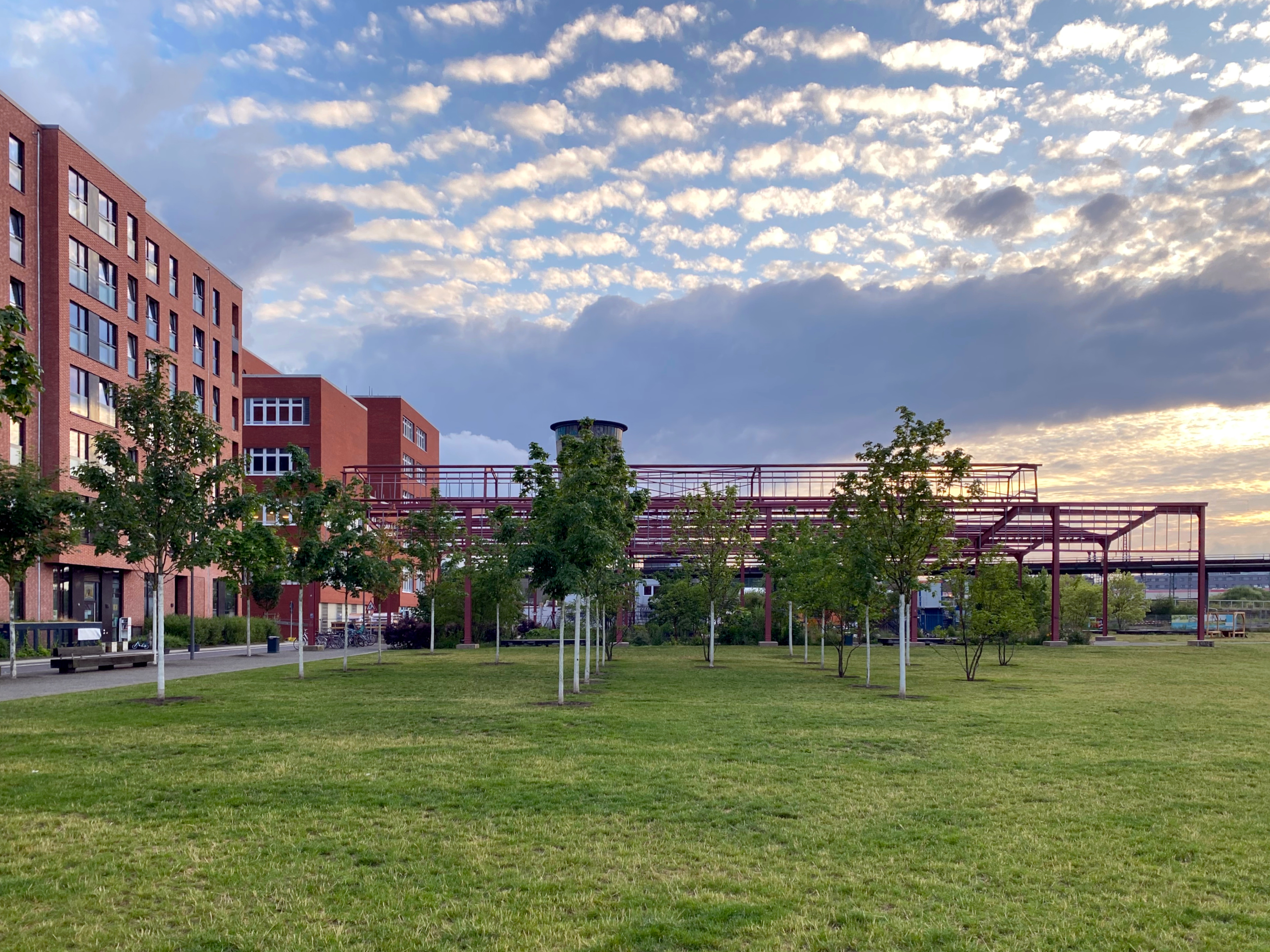
Park Mitte Altona im Zentrum des Quartiers

Mitte Altona ist ein in Bau befindliches Verkehrs- und Städtebauprojekt zur Neuordnung des Eisenbahnknotens Hamburg-Altona. Kernstück ist die Stilllegung des Kopfbahnhofes Hamburg-Altona und der Ausbau des bisherigen S-Bahnhofs Diebsteich zum Fernbahnhof. Dabei werden große Gleisflächen abgebaut und der Stadtentwicklung zur Verfügung gestellt. Diese Gleisanlagen umfassen den Bahnhof Altona mit seinem Gleisvorfeld, die Gleisanlagen des ehemaligen Güterbahnhofs Altona, die Anlagen des ehemaligen Bahnbetriebswerks Hamburg-Altona. Erhalten bleibt dagegen die in Tunnellage befindliche S-Bahn-Station Hamburg-Altona.
Das städtebauliche Projekt wird von der ECE Projektmanagement nach Plänen des Hamburger Architekten André Poitiers durchgeführt, das Verkehrsprojekt durch die Deutsche Bahn. Diese hat sich verpflichtet, die Sanierungslasten für die Grundstücke komplett zu übernehmen. Die Deutsche Bahn plant, 360 Millionen Euro in das Projekt zu investieren.
Der Planfeststellungsbeschluss erging Ende 2017, die Bauarbeiten sollten im Sommer 2018 beginnen. Der Verkehrsclub Deutschland klagte jedoch gegen das Projekt, das Bundesverwaltungsgericht entsprach im August 2018 einem Eilantrag des VCD. Dieser kündigte im Februar 2020 an, nach einem Vergleich mit DB und Stadt seine Klage zurückzuziehen. Am neuen Fernbahnhof sollen zukünftig täglich etwa 22.000 Fahrgäste ein-, aus- bzw. umsteigen.

## Geschichte
Historisch befinden sich die Neubaugebiete in der ehemaligen Stadt Ottensen, bzw. in der Flurmark Ottensen. Bereits 1844 entstanden hier erste Bahnanlagen durch die „König-Christian-VIII-Ostseebahn“. Mit Bau der Verbindungsbahn 1865 zwischen Altona und Schulterblatt und 1866 bis Klosterthor (Hamburg) entstand das große Gleisdreieck links der Ottensener Harkortstraße (vormals Rainweg) im „Neu Land“ und „In de Reien“ mit dem damaligen Güterbahnhof Altona.
Nach 1890 erfolgte der Ausbau der Fläche für den Güterverkehr. Die Flächen gingen in Reichs- bzw. Bundeshoheit über.
Der Bau der Netzerweiterungen 1950 bis 1965 für die S-Bahn Hamburg mit der Überleitung von der Verbindungsbahn westlich des Bahnhofs Holstenstraße nach Norden abzweigend zur Strecke der Altona-Kaltenkirchener Eisenbahn 1962 entlastete den Bahnhof vor allem im Regionalverkehr.
Seit der Elektrifizierung der Hauptstrecke nach Kiel im Jahr 1995 werden die aus Richtung Neumünster/Kiel kommenden Züge vielfach unter Umgehung des Bahnhofs Altona über Hamburg Dammtor zum Hauptbahnhof geleitet. Der Kopfbahnhof-Betrieb in Altona bereitet zudem einige Probleme: Die Fahrzeugverladung für Autoreisezüge wird direkt über den Kopfbahnsteig abgewickelt, der gleichzeitig entlang von Absperrungen auch von Fahrgästen anderer Züge genutzt wird. Etwa die Hälfte der Regionalzüge aus Schleswig-Holstein enden wegen der Überlastung der Hamburg-Altonaer Verbindungsbahn in Altona, wobei Reisende in Richtung Hauptbahnhof mit der S-Bahn die restliche Strecke zwischen den beiden Bahnhöfen bewältigen müssen. Durch Verlagerung des Güterzugverkehrs auf die nach 2005 ausgebaute Güterumgehungsbahn Hamburg könnten vermehrt Regionalzüge bis zum Hauptbahnhof durchfahren.
Seit Mitte der 1990er Jahre bestehen deshalb Überlegungen und Grobplanungen, den gesamten Bahnhof etwa 1 1⁄2 Kilometer weiter nördlich direkt an der Nord-Süd-Hauptstrecke in Höhe des jetzigen S-Bahn-Haltepunkts Diebsteich als Durchgangsbahnhof neu zu errichten. Dies böte auch eine Möglichkeit, zwischen Stresemannstraße und Julius-Leber-Straße eine weitere Ost-West-Straßenverbindung (etwa vom Bahrenfelder Steindamm auf die Haubachstraße stoßend) anlegen zu können.
1997 und 2004 informierte die Deutsche Bahn die Stadt Hamburg über ihre Planungen für einen Rückbau des Bahnhofs Altona nach dem Bau eines neuen Fernbahnhofs im Bereich des heutigen S-Bahnhofs Hamburg Diebsteich. Grund hierfür war die möglicherweise notwendige Sanierung einer Eisenbahnbrücke nördlich des Bahnhofs Altona. Wegen der Geräuschentwicklung bei Zugfahrten wird dieser Streckenabschnitt von Anliegern auch als „Quietschkurve“ bezeichnet. Neuere Überlegungen zur Verlegung des Bahnhofs gehen auf das Stadtentwicklungsprojekt Neue Mitte Altona zurück. Im Rahmen des Projekts sollen auf dem Gelände des Bahnhofs Altona unter anderem Wohneinheiten und Parkflächen entstehen. Der Senat der Stadt Hamburg beschloss im Dezember 2007, vorbereitende Untersuchungen zur Umgestaltung des Stadtteils Altona einzuleiten. 2010 schrieb die Behörde für Stadtentwicklung und Umwelt einen Wettbewerb aus. Ziel des Wettbewerbs war, Ideen für die Umgestaltung des Bezirks zu entwickeln. Der im November 2010 vorgestellte Siegerentwurf sah die Verlegung des Bahnhofs Altona nach Diebsteich vor. Die freiwerdenden Flächen sollten anderweitig bebaut werden.
Im Mai 2012 wurde die Einrichtung eines Vorbehaltsgebiets beschlossen; im September 2012 stimmte die Hamburger Bürgerschaft einem Masterplan zur Weiterentwicklung von Altona zu. Dirk Kienscherf, baupolitischer Sprecher der SPD-Bürgerschaftsfraktion, bezeichnete die Baumaßnahme als „Jahrhundertprojekt“. Nach Einschätzung von Hans-Detlef Roock von der CDU stellt die Erweiterung des Bahnhofs das zweitgrößte Entwicklungsprojekt Hamburgs nach dem Bau der HafenCity dar.
Mitte Dezember 2014 unterzeichneten Hamburgs Erster Bürgermeister Olaf Scholz und Bahnchef Rüdiger Grube das Vertragswerk zur Verlagerung des Bahnhofs Altona. Das Planfeststellungsverfahren soll bis Ende 2017 abgeschlossen werden. Die Inbetriebnahme war für Ende 2023[veraltet] vorgesehen. Erwartet werden 100.000 Fahrgäste pro Tag.
Die DB plant, 360 Millionen Euro in das Projekt zu investieren. Frühere Schätzungen gingen von rund 300 Millionen Euro für die Bahnhofsverlegung aus. Für die Planung sind (Stand: 2014) 13 Millionen Euro vorgesehen.
Die DB erhielt am 29. Dezember 2017 den Planfeststellungsbeschluss des Eisenbahn-Bundesamtes. Aus dem Begleittext zur Veröffentlichung des Planfeststellungsbeschlusses geht hervor, dass das Eisenbahn-Bundesamt bereits am 7. Dezember 2015 beschlossen hatte, dass bei dem Projekt keine Umweltverträglichkeitsprüfung vorzunehmen war. Trotzdem hat danach noch die für die Durchführung der öffentlichen Anhörung zuständige Hamburgische Behörde für Wirtschaft, Verkehr und Innovation (BWVI) am 8. März 2016 im Amtlichen Anzeiger eine Umweltverträglichkeitsprüfung angekündigt. Der Altonaer SPD-Bundestagsabgeordnete Matthias Bartke hat deshalb eine Anfrage an das Eisenbahn-Bundesamt gerichtet, um zu klären, auf welcher Grundlage auf die angekündigte Prüfung verzichtet wurde. Die Bauarbeiten sollten im Sommer 2018 beginnen. Bei dem Oberverwaltungsgericht Hamburg hat u. a. die Bürgerinitiative Prellbock Klage gegen diesen Beschluss erhoben und zusätzlich beantragt, die Bauarbeiten bis zur Entscheidung darüber zu stoppen. Dies wird mit dem Fehlen einer förmlichen Umweltverträglichkeitsprüfung, Defiziten in der Vorhabensrechtfertigung sowie der Variantenabwägung begründet.
Nach Verhandlungen und zwölf als „Faktencheck“ bezeichneten Gesprächsrunden im Jahr 2019 einigten sich der Hamburger Senat, die DB und der VCD auf einen Kompromiss. Soweit der neue, Ende Februar neu zu wählende Hamburgische Bürgerschaft diesem zustimmt, will der VCD seine Klage zurückziehen. Der Kompromiss sieht Maßnahmen zur Leistungssteigerung am neuen Bahnhof, Verbesserungen des ÖPNV im Hamburger Westen sowie zur Entlastung des Hauptbahnhofs vor. Unter anderem soll der Bahnhof durch den Einbau zusätzlicher Weichen und Signale bereits zur Inbetriebnahme während der Hauptverkehrszeiten bis zu 31 Züge pro Stunde abfertigen können. Weitere Bahnsteiggleise könnten später im Zuge eines im Rahmen des Deutschland-Takts erwogenen, parallel zur Verbindungsbahn verlaufenden S-Bahn-Tunnels entstehen. Der Kompromiss umfasst auch die Einrichtung eines verbindlichen Dialogforums mit Verfügungsfonds und Beteiligungsrechten, der von der DB und der Stadt Hamburg mit zusammen bis zu 150.000 Euro pro Jahr finanziert wird.
Nach Rücknahme der Klage könnte die DB mit bauvorbereitenden Maßnahmen beginnen. Mit dem Beginn der Hauptbaumaßnahmen wurde 2021 gerechnet.

## Bauvorhaben

### Städtebau

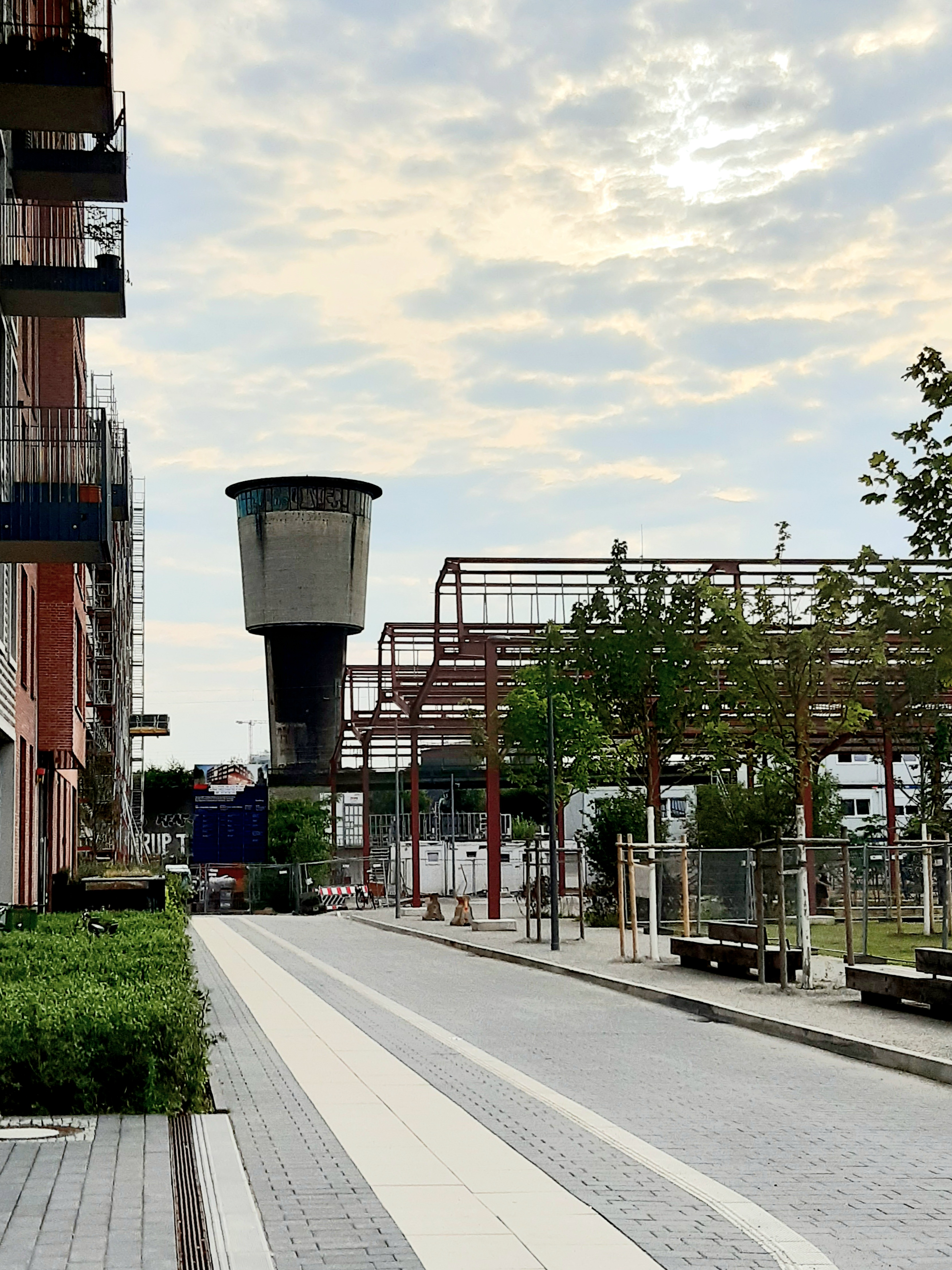
Die Straße Am Park in der Neuen Mitte Altona. Rechts das Gerüst der alten Güterhallen, im Hintergrund der Wasserturm des ehemaligen Bahnbetriebswerks

Laut der Behörde für Stadtentwicklung und Umwelt (BSU) finden in diesem Zusammenhang seit August 2009 vorbereitende Untersuchungen statt, im Februar 2010 wurden erste, für eine Vorstudie im Auftrag der BSU erstellte Entwürfe für die Neubebauung des Gleisgeländes veröffentlicht. Die BSU schreibt: „Die Deutsche Bahn AG plant, den Regional- und Fernbahnhof Altona nach Norden auf die Höhe des heutigen S-Bahnhofs Diebsteich zu verlegen“ und lud seit Ende Mai/Anfang Juni 2010 zu Informationsveranstaltungen zur Bürgerbeteiligung ein, die unter Betroffenen und Interessierten kontrovers eingeschätzt wird.
Im November 2010 wurde bekanntgegeben, dass der Entwurf des Hamburger Architekten André Poitiers die Ausschreibung des Masterplans für die Bebauung des Geländes gewonnen hat. Dieser Plan sieht unter anderem 2000 Wohnungen und Grünanlagen vor. Ein etwa 13 Hektar großer Teil des Geländes zwischen den jetzigen Fernbahngleisen und der Harkortstraße wird unabhängig von der noch ausstehenden Entscheidung über die Verlegung des Fernbahnhofs entwickelt. Im April 2011 kaufte die Firma ECE Projektmanagement, die gewerbliche Großimmobilien baut und betreibt, 60.000 Quadratmeter des Geländes von der Holsten-Brauerei; in diesem Plangebiet für einen neuen Stadtteil „Mitte Altona“ will ECE erstmals Wohnungen bauen.
Die Entscheidung der Deutschen Bahn zur Verlegung verzögerte sich bis Mitte 2014. Das Unternehmen begründete dies mit Unwägbarkeiten, nachdem ein Bodengutachten eine starke Kontamination ergeben hatte. Damit könne der ursprüngliche Plan, einen Durchgangsbahnhof am Diebsteich durch Flächenerlöse zu refinanzieren, nicht mehr weiter verfolgt werden und es müsse ein neues Finanzierungsmodell gefunden werden. Aufgrund des nahe liegenden Betriebswerks Eidelstedt sollen weiterhin Züge enden.
In einer ersten Baustufe für die Neue Mitte Altona sollen in jedem Fall zunächst 1600 Wohnungen entstehen. Im Zentrum des Quartiers Mitte Altona wurde der Park Mitte Altona angelegt. 2019 wurde der erste Bauabschnitt des Parks eingeweiht. Mit einer Fläche von ca. 3 Hektar handelt es sich um einen eher kleinen Park, der von siebengeschossigen Wohnblöcken eingerahmt wird. Architektonisches Wahrzeichen des Parks ist das entkleidete Stahlskelett der ehemaligen Güterhalle.
Die Stadt Hamburg sollte über den Landesbetrieb Immobilienmanagement und Grundvermögen die Flächen des bestehenden Bahnhofs bis zum 30. Juni 2015 für 38,8 Millionen Euro erwerben und der DB bis zur Verlagerung des Fernbahnhofs zur Verfügung stellen. Dies war bis Ende 2014 erfolgt. Auf dem mehr als 13 Hektar großen Areal soll der zweite Entwicklungsabschnitt von Altona Mitte realisiert werden und es sollen 1900 Wohnungen entstehen.

### Bahnanlagen
Am 1. Juli 2014 gab die Deutsche Bahn bekannt, den Fern- und Regionalbahnhof bis 2023 an den Standort der heutigen S-Bahn-Station Diebsteich zu verlegen. Vorgesehen ist ein achtgleisiger Durchgangsbahnhof mit sechs Fern- und Regionalbahngleisen sowie zwei S-Bahn-Gleisen und einem dreigeschossigen Empfangsgebäude. Damit sollen die Bahnanlagen erneuert und der Hamburger Hauptbahnhof entlastet werden. Das Planfeststellungsverfahren sollte Ende 2015 beginnen.
Im Zuge des Neubaus sind 25 Kilometer neue Gleise, 48 Weichen sowie ein neues Elektronisches Stellwerk geplant. Der Umbau soll während des laufenden Betriebs erfolgen. Das geplante schlichte Empfangsgebäude wird von Lokalpolitikern als unzureichend angesehen. Der neue Bahnhof soll nahezu vollständig auf Bahngelände entstehen.
Die 410 m langen Bahnsteige sollen auf einer Länge von 240 m überdacht werden, der 210 m lange S-Bahn-Bahnsteig auf 140 m. Zwei 13- und 20-stöckige Hochhäuser sollen das Empfangsgebäude seitlich begrenzen.
Der Auftrag zur Realisierung der Empfangsgebäude, auf einer Fläche von rund 5500 m², wurde im September 2017 an den Projektentwickler Procom und der Haspa PeB, ein Tochterunternehmen der Hamburger Sparkasse vergeben. Im Frühjahr 2018 sollte ein Architektenwettbewerb ausgelobt werden, an dem mindestens 15 Büros teilnehmen sollen. Im Sommer 2018 sollte das Verfahren abgeschlossen sein. Der Baubeginn war für 2020 geplant. Inzwischen ist geplant, 2023 zunächst das Baufeld an den Investor zu übergeben, der dies bis 2025 erstellen soll. Für Ende 2023 wird der Planfeststellungsbeschluss erwartet. Die Bahnsteige sollen bis 2027 entstehen. Die Inbetriebnahme ist für Dezember 2027 geplant.
Die alten Gleisanlagen sollten ursprünglich bis 2025 geräumt sein. Die Deutsche Bahn übernimmt zuvor die Sanierung des Bodens im Umfang von bis zu sieben Millionen Euro.

## Reaktionen
Die Bürgerschaftsfraktion der SPD bezeichnete die Verlegung des Bahnhofs als wegweisend für die zukünftige Entwicklung Altonas. Liane Melzer, Leiterin des Bezirksamts, sagte, dass die Entscheidung das schönste Geschenk zum 350. Geburtstag Altonas sei.
Heike Sudmann begrüßte als stadtpolitische Sprecherin der Partei Die Linke zwar die zu erwartende Lärmreduktion, die sich durch die Verlegung der Strecke ergeben würde, war jedoch der Meinung, dass dafür auch eine Verlagerung des Fernverkehrs in Richtung der bestehenden S-Bahn-Gleise ausreichend sei. Ihr Parteikollege Robert Jarowoy nannte die Entscheidung einen schlechten Tag für Altona, da dem Stadtteil mit der Verlegung des Bahnhofs ein Stück Identität genommen werde. Zugleich kritisierte er die unzureichende Bürgerbeteiligung.